# 인스파이럴 카페츠
인스파이럴 카페츠 (Inspiral Carpets)는 1983년, 그래함 램버트와 스티븐 홀트에 의해 영국 그레이터맨체스터주 올덤에서 결성된 얼터너티브 록 밴드이다. 밴드 이름은 올덤의 한 옷가게 이름을 따서 지어졌다. 그들의 음악은 사이키델릭 키보드와 기타에 중점을 두고 있다.

## 역사

### 1983-1995
1983년 학교친구였던 램버트와 홀트는 드러머 크레이그 길을 들여와 원래는 가라지 펑크 밴드가 목표였던 인스파이럴 카페츠를 결성했다. 많은 멤버의 영입과 탈퇴후에 1987년에 베이시스트 데이비드 스위프트와 오르가니스트 클린트 분이 멤버로 들어오게 되었다. 1980년대 《Waiting for Ours》와 《Shallow Intensity》 2장의 앨범을 발매했다.
1980년대 후반 매드체스터가 성황이던 시기 그들은 스톤 로지스나 해피 먼데이즈와 같은 그룹과 어깨를 나란히 했다. 1987년 "Garage Full Of Flowers"를 피쳐링한 플렉시 디스크가 맨체스터의 데브리스 매거진, 그뒤를 따라 카우 카세트에서 처음 공개되었다. 그 뒤 그들의 첫 번째 싱글인 플레이타임 레이블사의 1988 Planecrash EP는 그의 쇼를 위한 세션을 녹음해 줄 수 있냐고 물어보기도 했던 라디오1의 DJ 존 필에 의해 자주 방송되곤 했다.